# Valber Huerta
Valber Robert Huerta Jerez (Melipilla, Chile, 26 de agosto de 1993) es un futbolista profesional chileno que se desempeña como defensa y actualmente milita en el Universidad Católica de la Primera División de Chile.

## Trayectoria

### Universidad de Chile
Luego de destacar en las divisiones inferiores de Universidad de Chile, fue ascendido al plantel de honor el año 2012 por Jorge Sampaoli, en aquel entonces entrenador del cuadro universitario. 
Debutó en el primer equipo de Universidad de Chile el 6 de mayo de 2012, jugando contra la Universidad de Concepción, en un encuentro válido por la 15° fecha del Torneo de Apertura de ese año, que finalizó en derrota 2 a 0 de su equipo.

### Granada Club de Fútbol
Tras finalizar su vínculo contractual con la Universidad de Chile, en agosto de 2014 fue oficializado como nueva incorporación del Granada Club de Fútbol de la Primera División de España por las próximas cinco temporadas, sumándose a los trabajos del Granada CF "B", equipo filial de la Segunda División B de España, tercera categoría del balompié hispano.
Pese a sus buenas condiciones futbolísticas, nunca llegó a debutar por el primer equipo de Granada, perdiendo incluso continuidad en el equipo filial, donde fue relegado al banco de suplentes por el entrenador José Miguel Campos.
Ante la falta de minutos, buscó alternativas para emigrar del club, siendo enviado a préstamo a Huachipato por un año.

### Huachipato
Llegó al club como refuerzo para el Clausura 2016, consolidándose rápidamente como titular en el centro de la zaga del equipo dirigido por Miguel Ponce. Su debut se produjo el 8 de febrero, en la visita de su escuadra ante Unión La Calera por la 4° fecha del certamen, encuentro que culminó con victoria 1-2 del cuadro acerero. Durante dicho torneo, disputó 12 encuentros y anotó 2 goles; el primero en la victoria 3-2 ante Santiago Wanderers, y luego en la igualdad 1 a 1 ante Colo-Colo, partido disputado en el Estadio Monumental.

### Colo-Colo
Sus buenas actuaciones despertaron el interés de Colo-Colo por contar con sus servicios, equipo que desde su paso por Universidad de Chile quiso contratar al jugador, sin mayor éxito. Su fichaje en el conjunto albo se dio a conocer en junio de 2016, sumándose así a la disciplina del equipo dirigido por el técnico argentino Pablo Guede. Debutó el 26 de agosto en la derrota 0-2 ante Deportes Iquique por la 5° fecha del  Apertura 2016, compromiso en el que ingresó como titular, siendo sustituido en el entretiempo por Jaime Valdés. Su último partido por el club fue el 8 de diciembre en la última fecha del Apertura 2016 ante Palestino el entrenador Pablo Guede decidió alinear un equipo B (suplentes y juveniles) pensando en la final de la Copa Chile 2016, la patrulla juvenil ganaría por 2-1.
Se consagró campeón de la Copa Chile 2016 con el club aunque no jugó ningún partido, pero formó parte del plantel profesional. Su paso por Colo-Colo no fue el esperado, ya que nunca terminó por convencer al entrenador. Poco y nada fue lo que jugó durante el Torneo de Apertura 2016. Apenas 3 encuentros y un total de 226 minutos fue el registro que dejó Huerta defendiendo la camiseta alba, motivo por el cual regresó a Huachipato al finalizar el año 2016.

### Huachipato
Em 2017, fue enviado a préstamo desde Watford a Huachipato para el torneo de Clausura 2017 regresó a Huachipato, certamen en el cual retomó la continuidad perdida durante su estadía en Colo-Colo, siendo titular en los 14 encuentros que disputó, anotando un gol en la victoria 3-2 de su equipo ante Palestino por la 2° jornada del certamen.

### Universidad Católica
El 9 de enero de 2019 fue presentado como nuevo refuerzo de Universidad Católic, tras ser comprando al club inglés Watford por 500 mil dolarés. Debutó con Universidad Católica en un torneo amistoso frente a Everton en Viña del Mar. En dicho encuentro amistoso anotó su primer gol por el club, donde los cruzados ganaron el Torneo de Verano Fox Sports. Su primer partido oficial con el club fue el encuentro contra Coquimbo en la primera fecha de la Primera División 2019, dicho encuentro terminó 2 a 1 a favor del cuadro de Universidad Católica. En abril del mismo año, anotó su primer gol oficial con la franja en la victoria 3 a 1 de Católica frente a Universidad de Concepción. Ese año, Huerta ganó la Supercopa de Chile 2019, y a fines de temporada el título de la Primera División 2019.
Para el torneo nacional de 2020, Huerta que ya era titular indiscutido en Universidad Católica, disputó todos los encuentros de la Primera División, y 9 de los 10 partidos en el ámbito internacional. En febrero de 2021, celebró su segunda liga con Universidad Católica al ganar la Primera División 2020. En marzo del mismo año se coronó campeón de la Supercopa 2020 con el triunfó de Católica 4-2 sobre Colo Colo. Durante esa campaña, Huerta fue considerado como el mejor defensa de 2020 por La Tercera, y formó parte del Equipo Ideal de El Gráfico Chile.
Durante la temporada 2021, Huerta anotó 3 goles, siendo su temporada más goleadora, disputó todos los encuentros internacionales del club, así como la mayoría de los partidos del torneo local, coronándose a finales de ese año, campeón de la Supercopa 2021 frente a Ñublense, en dicho partido la UC se coronó en tanda de penales tricampeón de está competencia, también la institución se coronó tetracampeón del torneo nacional, tras ganar las ediciones 2018, 2019, 2020 y 2021, Huerta formó parte de los últimos tres torneos y está nueva estrella se convirtió en su sexto título con la franja.
En diciembre de 2021, tras ser pilar fundamental en la defensa de Universidad Católica, el club cruzado confirmó principio de acuerdo para el traspaso del 80% del pase de Valber Huerta al Palmeiras por una cifra cercana a los dos millones de dólares. Dos días después, Palmeiras confirma que no hará efectivo el principio de acuerdo luego de realizar los exámenes médicos, esto por presentar problemas en la rodilla debido a una operación de meniscos que se realizó a los 20 años.

### Toluca
El 1 de febrero de 2022, mediante las redes oficiales del Toluca, es anunciado como nuevo refuerzo del cuadro mexicano, por una cifra cercana a los dos millones y medio de dólares, por el total de sus derechos deportivos.

## Selección nacional

### Selecciones menores
Durante julio de 2012, fue convocado a la selección chilena sub-20 por Fernando Carvallo para una gira europea. El día 3 de enero de 2013, Mario Salas, entrenador de la selección chilena sub-20, dio a conocer la nómina de 22 jugadores que fueron seleccionados para disputar en el Sudamericano Sub-20 de Argentina, que otorgaba cuatro cupos al Mundial de la categoría que se disputaría en Turquía durante el mes de junio del mismo año.
Chile logró clasificar a dicho certamen tras estar ausente en las ediciones 2009 y 2011, siendo Huerta una figura importante del combinado chileno, disputando todos los encuentros del torneo, consolidándose como uno de los jugadores más importantes en la clasificación, por su solidez y buen juego defensivo, junto con su compañero en la zaga chilena Igor Lichnovsky. Durante el campeonato, disputó 9 encuentros, sumando un total de 722 en cancha. 
En junio de 2013, el director técnico Mario Salas incluyó a Huerta en la nómina final de 21 jugadores que viajaron rumbo a Turquía a disputar la Copa Mundial Sub-20 de 2013. En dicho certamen, la selección chilena alcanzó los cuartos de final, siendo eliminada en dicha instancia por Ghana, con un marcador 4 a 3 en el último minuto del alargue, sumando el jugador 139 minutos en 3 encuentros jugados.

#### Participaciones en Sudamericanos
| Torneo                      | Sede      | Resultado    | Partidos | Goles |
| --------------------------- | --------- | ------------ | -------- | ----- |
| Sudamericano Sub-20 de 2013 | Argentina | Cuarto lugar | 9        | 0     |

#### Participaciones en Copas del Mundo
| Mundial                     | Sede    | Resultado        | PJ | Goles |
| --------------------------- | ------- | ---------------- | -- | ----- |
| Copa Mundial Sub-20 de 2013 | Turquía | Cuartos de final | 3  | 0     |

### Selección absoluta
El 14 de marzo de 2018 recibió su primera convocatoria a la selección absoluta bajo la dirección técnica de Reinaldo Rueda, quien lo incluyó en un listado de veinticinco jugadores nominados para enfrentar los compromisos amistosos ante Suecia y Dinamarca que se jugarán en Estocolmo y Aalborg los días 24 y 27 de marzo, respectivamente.
En marzo de 2021 es convocado por Martin Lasarte para un microciclo válido para las clasificatoria Conmebol Catar 2022, posteriormente formó parte de la nómina de la selección para disputar un partido amistoso con la selección de Bolivia.

#### Participaciones en clasificatorias a Copas del Mundo
| Eliminatorias            | País  | Resultado | Posición | Partidos | Goles |
| ------------------------ | ----- | --------- | -------- | -------- | ----- |
| Eliminatorias Catar 2022 | Catar | Eliminado | 7°       | 1        | 0     |

### Partidos internacionales
Actualizado hasta el 1 de febrero de 2022.
| Partidos internacionales | Partidos internacionales | Partidos internacionales                 | Partidos internacionales | Partidos internacionales | Partidos internacionales | Partidos internacionales | Partidos internacionales | Partidos internacionales     | Partidos internacionales |
| N.º                      | Fecha                    | Estadio                                  | Local                    | Resultado                | Visitante                | Goles                    | DT                       | Competición                  |                          |
| ------------------------ | ------------------------ | ---------------------------------------- | ------------------------ | ------------------------ | ------------------------ | ------------------------ | ------------------------ | ---------------------------- | ------------------------ |
| 1                        | 1 de febrero de 2022     | Estadio Hernando Siles, La Paz, Bolivia  | Bolivia                  | 2-3                      | Chile                    |                          | Martín Lasarte           | Clasificatorias a Catar 2022 |                          |
| 2                        | 23 de septiembre de 2022 | RCDE Stadium, Cornellá y El Prat, España | Marruecos                | 2-0                      | Chile                    |                          | Eduardo Berizzo          | Amistoso                     |                          |
| Total                    | Presencias               | 2                                        | Goles                    | 0                        |                          |                          |                          |                              |                          |

| Selección chilena | Selección chilena | Selección chilena |
| Año               | Partidos          | Goles             |
| ----------------- | ----------------- | ----------------- |
| 2022              | 2                 | 0                 |
| Total             | 2                 | 0                 |

## Estadísticas

### Clubes
| Club                         | Div.          | Temporada     | Liga local | Liga local | Copas nacionales | Copas nacionales | Competiciones internacionales | Competiciones internacionales | Total | Total |
| Club                         | Div.          | Temporada     | Part.      | Goles      | Part.            | Goles            | Part.                         | Goles                         | Part. | Goles |
| ---------------------------- | ------------- | ------------- | ---------- | ---------- | ---------------- | ---------------- | ----------------------------- | ----------------------------- | ----- | ----- |
| Universidad de Chile · Chile | 1.ª           | 2012          | 2          | 0          | 2                | 0                | —                             | —                             | 4     | 0     |
| Universidad de Chile · Chile | 1.ª           | 2013          | 3          | 0          | —                | —                | 2                             | 0                             | 5     | 0     |
| Universidad de Chile · Chile | 1.ª           | 2013-14       | 5          | 0          | 1                | 0                | 1                             | 0                             | 7     | 0     |
| Universidad de Chile · Chile | 1.ª           | 2014-15       | —          | —          | 3                | 0                | —                             | —                             | 3     | 0     |
| Universidad de Chile · Chile | Total club    | Total club    | 10         | 0          | 6                | 0                | 3                             | 0                             | 19    | 0     |
| Granada 'B' · España         | 3.ª           | 2014-15       | 14         | 0          | —                | —                | —                             | —                             | 14    | 0     |
| Granada 'B' · España         | 3.ª           | 2015          | 1          | 0          | —                | —                | —                             | —                             | 1     | 0     |
| Granada 'B' · España         | Total club    | Total club    | 15         | 0          | 0                | 0                | 0                             | 0                             | 15    | 0     |
| Huachipato · Chile           | 1.ª           | 2015-16       | 12         | 2          | —                | —                | —                             | —                             | 12    | 2     |
| Colo-Colo · Chile            | 1.ª           | 2016-17       | 3          | 0          | —                | —                | —                             | —                             | 3     | 0     |
| Colo-Colo · Chile            | Total club    | Total club    | 3          | 0          | 0                | 0                | 0                             | 0                             | 3     | 0     |
| Huachipato · Chile           | 1.ª           | 2016-17       | 14         | 1          | —                | —                | —                             | —                             | 14    | 1     |
| Huachipato · Chile           | 1.ª           | 2017          | 14         | 2          | 6                | 0                | —                             | —                             | 20    | 2     |
| Huachipato · Chile           | 1.ª           | 2018          | 27         | 1          | 6                | 1                | —                             | —                             | 33    | 2     |
| Huachipato · Chile           | Total club    | Total club    | 67         | 6          | 12               | 1                | 0                             | 0                             | 79    | 7     |
| Universidad Católica · Chile | 1.ª           | 2019          | 20         | 1          | 8                | 1                | 5                             | 0                             | 33    | 2     |
| Universidad Católica · Chile | 1.ª           | 2020          | 32         | 1          | 1                | 0                | 9                             | 0                             | 43    | 1     |
| Universidad Católica · Chile | 1.ª           | 2021          | 30         | 3          | 5                | 0                | 8                             | 0                             | 43    | 3     |
| Universidad Católica · Chile | 1.ª           | 2022          | —          | —          | 1                | 0                | —                             | —                             | 1     | 0     |
| Toluca · México              | 1.ª           | 2022          | 11         | 2          | —                | —                | —                             | —                             | 11    | 2     |
| Toluca · México              | 1.ª           | 2022-23       | 43         | 2          | —                | —                | —                             | —                             | 43    | 2     |
| Toluca · México              | 1.ª           | 2023-24       | 23         | 0          | —                | —                | 5                             | 2                             | 28    | 2     |
| Toluca · México              | Total club    | Total club    | 77         | 4          | 0                | 0                | 5                             | 2                             | 82    | 6     |
| Universidad Católica · Chile | 1.ª           | 2024          | 0          | 0          | 1                | 0                | —                             | —                             | 1     | 0     |
| Universidad Católica · Chile | 1.ª           | 2025          | 0          | 0          | 0                | 0                | 0                             | 0                             | 0     | 0     |
| Universidad Católica · Chile | Total club    | 82            | 5          | 15         | 1                | 22               | 0                             | 120                           | 6     |       |
| Total carrera                | Total carrera | Total carrera | 254        | 15         | 34               | 2                | 30                            | 2                             | 318   | 19    |
| 1. 2. 3.                     |               |               |            |            |                  |                  |                               |                               |       |       |

### Selecciones
| Selección      | Temporada     | Amistosos | Amistosos | Sudamérica | Sudamérica | Mundial | Mundial | Total | Total |
| Selección      | Temporada     | Part.     | Goles     | Part.      | Goles      | Part.   | Goles   | Part. | Goles |
| -------------- | ------------- | --------- | --------- | ---------- | ---------- | ------- | ------- | ----- | ----- |
| Sub-20 · Chile | 2013          | —         | —         | 9          | 0          | 3       | 0       | 12    | 0     |
| Sub-20 · Chile | Total         | 0         | 0         | 9          | 0          | 3       | 0       | 12    | 0     |
| Adulta · Chile | 2022          | —         | —         | 1          | 0          | —       | —       | 1     | 0     |
| Adulta · Chile | Total         | 0         | 0         | 1          | 0          | 0       | 0       | 1     | 0     |
| Total carrera  | Total carrera | 0         | 0         | 10         | 0          | 3       | 0       | 13    | 0     |
| 1. 2.          |               |           |           |            |            |         |         |       |       |

### Resumen estadístico
| Competición                | Partidos | Goles | Asistencias |
| -------------------------- | -------- | ----- | ----------- |
| Primera División de Chile  | 162      | 11    | 5           |
| Primera División de México | 77       | 4     | 1           |
| Segunda División B         | 15       | 0     | 0           |
| Copa Chile                 | 30       | 2     | 0           |
| Supercopa de Chile         | 4        | 0     | 0           |
| Copa Libertadores          | 18       | 0     | 1           |
| Copa Sudamericana          | 7        | 0     | 0           |
| Leagues Cup                | 4        | 2     | 0           |
| Liga de Campeones Concacaf | 1        | 0     | 0           |
| Selección Sub-20           | 12       | 0     | 0           |
| Selección adulta           | 1        | 0     | 0           |
| Total                      | 331      | 17    | 7           |

## Palmarés

### Títulos nacionales
| Título             | Equipo                    | País  | Año     |
| ------------------ | ------------------------- | ----- | ------- |
| Primera División   | Universidad de Chile      | Chile | 2012-A  |
| Copa Chile         | Universidad de Chile      | Chile | 2012-13 |
| Primera División   | Universidad de Chile      | Chile | 2014-A  |
| Copa Chile         | C. S. D. Colo-Colo        | Chile | 2016    |
| Supercopa de Chile | C.D. Universidad Católica | Chile | 2019    |
| Primera División   | C.D. Universidad Católica | Chile | 2019    |
| Primera División   | C.D. Universidad Católica | Chile | 2020    |
| Supercopa de Chile | C.D. Universidad Católica | Chile | 2020    |
| Supercopa de Chile | C.D. Universidad Católica | Chile | 2021    |
| Primera División   | C.D. Universidad Católica | Chile | 2021    |

### Distinciones individuales
| Distinción                                                    | Año  |
| ------------------------------------------------------------- | ---- |
| Mejor defensa de 2020 por Encuesta El Deportivo de La Tercera | 2020 |
| Parte del Equipo Ideal de El Gráfico Chile - ANFP             | 2020 |
| Mejor defensa de 2021 por Encuesta El Deportivo de La Tercera | 2021 |